# شقران متغير
شقران متغير (الاسم العلمي:Puccinia variabilis) هو نوع من الفطريات يتبع جنس الشقران من الفصيلة الشقرانية.